# (3284) Niebuhr
(3284) Niebuhr – planetoida z pasa głównego asteroid okrążająca Słońce w ciągu 4 lat i 219 dni w średniej odległości 2,76 au Została odkryta 13 lipca 1953 roku w Union Observatory w Johannesburgu przez Jacobusa Bruwera. Nazwa planetoidy pochodzi od Reinholda Niebuhra (1892-1971), amerykańskiego teologa protestanckiego. Przed nadaniem nazwy planetoida nosiła oznaczenie tymczasowe (3284) 1953 NB.